# 서병후
서병후(徐丙厚, 영어: Bennie Seo, 1942년 3월 24일 ~ 2014년 2월 1일)는 대한민국의 前 기자 겸 언론인 출신이자 대한민국 최초의 팝 음악 평론가/칼럼니스트였다.

## 생애
본관(관향)은 달성(達城)이며, 서울 출생이다.

## 학력
- 1965년 서울대학교 경제학과 학사

## 주요 경력
- 1965년 빌보드 誌 대한민국 특파원.
- 1967년 팝스 코리아나 주필위원장.
- 1968년 경향신문 편집국 편집부 기자.
- 1973년 세계태권도연맹 사무국 차장.
- 1976년 공연윤리위원회 가요심의위원.
- 1978년 중앙일보 편집국 편집부 기자.
- 1979년 중앙일보 편집국 주간부 차장.
- 1981년 MBC 대학가요제 심사위원.
- 1988년 중앙일보 음악세계 편집국 편집부 부장.
- 1991년 중앙일보 음악세계 편집국 편집부 부장 직위 퇴임.
- 1991년 공연윤리위원회 위원.
- 1996년 한국가요평론가협회 상임고문.
- 1997년 한국가요평론가협회 명예고문.

## 주요 저서
- 음악 평론
  - 《수리수리 마하수리》 - 도레미 음악출판사 (1999년 6월 1일, 대중음악·고전음악 종합 평론)
- 수필
  - 《도올에게 던지는 사자후》 - 화두 (2001년 4월 19일)
  - 《반야심경에서 배우는 깨달음의 원리》 - 넥서스 BOOKS (2005년 5월 10일)
  - 《마음공부》 - 부처님 손바닥 (2009년 3월 15일)
  - 《금강승이란》 - 부처님 손바닥 (2009년 4월 25일)

## 같이 보기
- 타이거 JK